# شينون
شينون. (بالفرنسية:  Chinon)‏ هي بلدية فرنسية في فرنسا تقع في إقليم أندر ولوار (Indre-et-Loire)، في منطقة سانتر-فال دو لوار . واحدة من تحت-محافظتين لأندر ولوار. يدعى سكانها شِينوني.
وضعت على مسار فيينا، في موقع استراتيجي على حدود تورين، لأنجو وبواتو، مع صخور محصنة منذ العصور القديمة، المدينة، مع قلعتها الرائعة، لعبت لفترة طويلة دورا دفاعيا رئيسيا.

## توأمة
لشينون اتفاقيات توأمة مع كل من:
- هوفهايم آم تاونوس
- Tiverton, Devon [الإنجليزية]‏
- Tenkodogo [الإنجليزية]‏
- تيفرتون
- سيرتالدو

## أعلام
- جان فيليب غراند
- أندريه جيرارد
- إريك برونيه